# Un mariage sans fin (téléfilm)
Pour les articles homonymes, voir Un mariage sans fin.
Pour plus de détails, voir Fiche technique et Distribution.
Un mariage sans fin (I Do, I Do, I Do) est un téléfilm de Noël américain de Ron Oliver avec Autumn Reeser, diffusé aux États-Unis le 6 février 2015 sur Hallmark Channel et en France le 5 mai 2015 sur M6.

## Synopsis
Jaclyn Palmer (Autumn Reeser) est une célèbre architecte qui va se marier avec Peter Lorenzo (Antonio Cupo) , un médecin établi qui souhaite obtenir une promotion à l'hôpital. En effet, ce dernier lui a fait une proposition de mariage avec caméra. La jeune femme, amoureuse mais réticente, décide d'accepter la proposition de mariage pour la sécurité au détriment des sentiments. 
Le jour du mariage est arrivé et pour Jaclyn, les problèmes commencent quand elle doit faire face à l'intrusion de sa belle-mère. Son fiancé n'hésite pas à plaider en la faveur de sa mère, sans s'intéresser à sa future femme. Cependant, la jeune fille a l'occasion de rencontrer le témoin de son mari et de son beau-frère Max (Shawn Roberts) , le frère du marié, qui est également médecin. Malheureusement, la cérémonie de mariage n’était pas comme Jaclyn l’imaginait et, maintenant qu’elle est mariée, son seul désir est de revenir afin de revivre le jour de son mariage comme elle l’a voulu.
Le destin décide de lui faire plaisir en la faisant revivre le même jour, elle ne tarde pas à se rendre compte qu'elle vit de nouveau le même jour, mais son mariage avec Peter s'avère être un désastre et  comme un cauchemar, à la fin de la journée, quand elle s'endort, elle se réveille et revit le jour de son mariage. Elle est coincée dans un sortilège sans fin, seule Jaclyn est consciente que le jour se répète, et chaque fois que le mariage de Jaclyn et Peter ne se déroule jamais comme elle l'espérait.
Jaclyn décide de s'en remettre et commence à le voir comme un jeu, sans même accorder autant d'importance à son mariage. Au contraire, elle commence à accorder plus d'attention à Max, entre les deux il y a une attirance évidente, et à mesure que les jours se répètent tombe rapidement amoureuse de lui.
Jaclyn, cependant, fatiguée de répéter sans cesse le jour de son mariage, décide d'organiser son mariage parfait et réussit finalement, mais cela ne change rien. En fait, outre le fait que Peter ne soit pas heureux avec elle, trop différent et n'ont rien en commun, une fois de plus quand il se réveille, le jour se répète pour Jaclyn. Jaclyn et Max parlent de l'importance de l'amour et des liens. Malheureusement, Jaclyn a perdu prématurément ses parents et n'a jamais surmonté la peine de leur mort. Depuis, elle n'a plus voulu se lier à personne de peur de souffrir à nouveau En aimant vraiment Peter pour elle, il est plus facile d'épouser un homme pour qui elle ne ressent pas une véritable affection, il n'y a donc aucun risque de se faire mal.
Encore une fois, Jaclyn répète le même jour, mais cette fois, elle décide d'être cohérente avec elle-même et avec ce qu'elle ressent vraiment. Quand elle et Peter sont sur l'autel pour échanger leurs vœux de mariage, Jaclyn décide d'agir correctement et le laisse parce que la réalité des faits est que les deux ne s'aiment pas, la mère de Peter l'avait invité à prendre Jaclyn comme épouse seulement dans l'espoir qu'en fondant une famille cela favoriserait la possibilité pour son fils de bénéficier de cette promotion, à laquelle En réalité, Peter n'est même pas très intéressé et il respecte le choix de Jaclyn, ayant compris qu'elle avait pris la bonne décision.
Finalement, Jaclyn, qui n’intéresse plus la stabilité et la sécurité, décide de vivre l’amour comme une aventure et enfin, le "sortilège" est rompu. Chaque jour, un autre nouveau s'ensuit, Jaclyn commence à sortir avec Max, qui n'a naturellement aucun souvenir des moments passé avec elle quand Jaclyn revivait sans cesse le même jour, mais malgré tout, elle réalisa qu'elle était déjà amoureuse d'elle et qu'un peu plus tard, Max et Jaclyn se marièrent et devinrent mari et femme.

## Distribution
- Autumn Reeser (VF : Fily Keita) : Jaclyn Palmer
- Shawn Roberts (VF : Stéphane Pouplard) : Max Lorenzo
- Antonio Cupo (en) : Dr Peter Lorenzo
- Ali Liebert : Kate

## Autour du film
Ouvertement inspiré de Un jour sans fin (Groundhog Day), ce téléfilm réunit le duo gagnant de la comédie romantique à succès La parade de Noël, Autumn Reeser et Antonio Cupo.
Autumn Reeser accomplit ici le rare tour de force d'apparaître dans chaque scène du film.